# Sankt Petersborg Konservatorium
N.A. Rimsky-Korsakov Sankt Petersborg Statskonservatorium (russisk: Санкт-Петербургская государственная консерватория имени Н.А. Римского-Корсакова) er et musikkonservatorium i Sankt Petersborg. I 2004 havde konservatoriet omkring 275 ansatte og 1.400 studerende.

## Historie
Konservatoriet blev grundlagt i 1862 af den russiske pianist og komponist Anton Rubinstein. Da han fratrådte i 1867 blev han efterfulgt af Nikolai Zaremba. Rimskij-Korsakov blev en del af personalet i 1871 og konservatoriet har båret hans navn siden 1944. I 1887 vendte Rubinstein tilbage til konservatoriet med det mål at forbedre den generelle standard. Han udviste mindre gode elever, fyrede og degraderede mange professorer, gjorde optagelsesprøver og ekseminer strengere og reviderede pensum. I 1891 trak han sig endnu engang tilbage; denne gang grundet kejserlige krav om racekvoter.
Den nuværende bygning blev opført i 1890'erne på stedet for det gamle Bolsjoj Kamenni Teater og har bevaret den storslåede trappe med tilhørende afsats fra det historiske teater. Da byen ændrede dets navn i det 20. århundrede blev konservatoriet også omdøbt til Petrograd Konservatorium (Петроградская консерватория) og Leningrad Konservatorium (Ленинградская консерватория).
I dag er det en kendt russisk skole inden for komposition med afgangselever tællende notable komponister som Pjotr Iljitj Tjajkovskij, Sergej Prokofjev, Dmitrij Sjostakovitj, Artur Kapp og Rudolf Tobias. Den yngste musiker, der nogensinde er blevet optaget på konservatoriet var den femårige violinist Clara Rockmore, som senere blev en af verdens førende thereminspillere. I 1960'erne underviste Sjostakovitj ved konservatoriet, hvilket tilførte det ekstra anerkendelse.

## Direktører og rektorer
| - Anton Rubinstein (1862 — 1867) - Nikolai Zaremba (1867 — 1871) - Mikhail Azanchevsky (1871 — 1876) | - Karl Davydov (1876 — 1887) - Anton Rubinstein (1887 — 1891) - Alexander Glazunov (1905 — 1928, as of 1918 — rector) |